# 마계촌
《마계촌》(일본어: 魔界村 마카이무라[*])은 캡콤이 제작한 일련의 플랫폼 비디오 게임 시리즈이다. 1985년 9월 19일 아케이드용으로 출시된 《마계촌》을 시작으로 각종 가정용 게임기, 컴퓨터 및 휴대용 게임기로 이식판과 후속작들이 발매됐다.
시리즈의 주인공은 기사 아서로 마왕에게 납치된 공주 프린프린와 침략당한 왕국을 구하기 위해 모험을 떠난 것이 주된 이야기이다. 《가고일즈 퀘스트》와 《맥시모》같은 일부 외전작에선 다른 주인공이 등장하기도 한다.

## 게임

### 본편
- 《마계촌》 (1985)
- 《대마계촌》 (1988)
- 《초마계촌》 (1991)
- 《마계촌 for WonderSwan》 (1999)
- 《극마계촌》 (2006)
- 《마계촌 기사열전》 (2009)
- 《마계촌 기사열전 II》 (2010)
- 《돌아온 마계촌》 (2021)

### 가고일즈 퀘스트
- 《가고일즈 퀘스트》 (1990)
- 《가고일즈 퀘스트 II》 (1992)
- 《데몬즈 크레스트》 (1994)

### 맥시모
- 《맥시모》 (2001)
- 《마계영웅기 맥시모》 (2003)

### 기타
- 《아서와 아스타로트의 수수께끼 마계촌: 인크레더블 툰스》 (1996)
- 《마계촌 온라인》 (발매 취소)

## 여파
《마계촌》 시리즈는 특유의 고난이도로 플레이어들 사이에서 악명을 얻었다. 2020년 3월 31일 기준으로 시리즈 전 판매량이 약 430만 장을 기록했다.